# Linie 2 (Metro Madrid)
Die Linie 2 (span. Línea 2, kurz L-2, seit 2013 Línea 2 Vodafone) ist eine U-Bahn-Linie der Metro Madrid. Sie führt von Cuatro Caminos nach Las Rosas, ist 14,0 Kilometer lang und besitzt 20 Stationen. Die Strecke verläuft vollständig unterirdisch. Die L-2 gehört zum Kleinprofilnetz der Metro und die Länge der Stationen beträgt 60 Meter. An neun Stationen kann zu anderen Metrolinien umgestiegen werden.

## Geschichte
Der erste Abschnitt der L-2 wurde am 14. Juni 1924 eröffnet und führte von Sol im Stadtzentrum nach Ventas. Sie sollte eine rasche Verbindung zur Stierkampfarena Las Ventas herstellen, die sich damals in Bau befand. Die Station Goya wurde so gebaut, dass man die später zu bauende L4 ohne großen Aufwand anbinden konnte. Bei der Station Banco de España entstand unter der Straße Calle de Alcalá die erste öffentliche Fußgängerunterführung der Stadt.
Hatte die Linie bisher eine klar west-östliche Ausrichtung, so änderte sich dies am 21. Oktober 1925 mit der Eröffnung des in Richtung Norden führenden Abschnitts Sol – Quevedo. Am 10. September 1929 folgte der Abschnitt zwischen Quevedo und Cuatro Caminos und die L-2 erreichte damit fast ihren heutigen Ausbaustand.
Während einigen Jahren war auch der Abschnitt Goya – Diego de León ein Teil der L-2. Dieser wurde am 17. September 1932 eröffnet und als Zweigstrecke betrieben. Je die Hälfte der Züge fuhr nun entweder nach Diego de León bzw. wie bisher nach Ventas. Die kurze Zweigstrecke war während des Spanischen Bürgerkriegs geschlossen und diente als Arsenal. Dort ereignete sich am 10. Januar 1938 eine heftige Explosion, die eine unbekannte Anzahl Todesopfer forderte. Am 3. Oktober 1958 ging die Zweigstrecke an die bereits vierzehn Jahre zuvor gebaute L-4 über.
Ein weiterer Abschnitt, der heute nicht mehr von der L-2 befahren wird, ist jener zwischen Ventas und Ciudad Lineal. Diese am 28. Mai 1964 eröffnete Strecke gehörte nur während knapp sechs Jahren zur L-2 und wird seit dem 2. März 1970 von der L-5 befahren. Um einen Übergang zur verlängerten L-7 zu schaffen, wurde nachträglich die Station Canal eingefügt, deren Eröffnung am 16. Oktober 1998 erfolgte. Am 16. Februar 2007 wurde die L-2 von Ventas um einen 1,6 km langen Abschnitt zur neuen Endstation La Elipa verlängert.
Ab 2013 wurde die Linie L-2 genauso wie die Station "Sol" vom Mobilfunkunternehmen Vodafone gesponsert. Dies hatte zur Folge, dass auf allen Plänen die Station Sol und die Liniennummer 2 das Logo von Vodafone erhielten. Ebenso wurden die Stationsansagen geändert.